# Stanislav Manolev
Stanislav Manolev (en bulgare : Станислав Манолев) est un footballeur international bulgare né le 16 décembre 1985 à Blagoevgrad. 

## Statistiques
Date: 1er juillet 2014
| Saison    | Club              | Pays           | Championnat        | Coupes nationales | Coupes d’Europe   |
| --------- | ----------------- | -------------- | ------------------ | ----------------- | ----------------- |
| 2004-2005 | Pirin Blagoevgrad | Ligue A        | 12 matchs / 1 but  | -                 | -                 |
| 2004-2005 | Litex Lovetch     | Ligue A        | 2 matchs           | -                 | -                 |
| 2005-2006 | Litex Lovetch     | Ligue A        | 3 matchs           | -                 | 1 match           |
| 2005-2006 | Pirin Blagoevgrad | Ligue A        | 12 matchs / 1 but  | 1 match           | -                 |
| 2006-2007 | Litex Lovetch     | Ligue A        | 22 matchs / 4 buts | 4 matchs / 1 but  | 2 matchs          |
| 2007-2008 | Litex Lovetch     | Ligue A        | 25 matchs / 4 buts | 6 matchs / 3 but  | 2 matchs          |
| 2008-2009 | Litex Lovetch     | Ligue A        | 28 matchs / 5 buts | 5 matchs          | 4 matchs          |
| 2009-2010 | PSV Eindhoven     | Eredivisie     | 30 matchs / 2 buts | 2 matchs / 1 but  | 9 matchs          |
| 2010-2011 | PSV Eindhoven     | Eredivisie     | 21 matchs          | 3 matchs          | 8 matchs          |
| 2011-2012 | PSV Eindhoven     | Eredivisie     | 23 matchs / 1 but  | 4 matchs / 1 but  | 12 matchs / 1 but |
| 2012-2013 | PSV Eindhoven     | Eredivisie     | 2 matchs           | 2 matchs / 1 but  | 4 matchs          |
| 2012-2013 | Fulham            | Premier League | 5 matchs           | -                 | -                 |
| 2013-2014 | Kouban Krasnodar  | RFPL           | 10 matchs / 1 but  | -                 | -                 |
| 2014-2015 | Dynamo Moscou     | RFPL           | 2 matchs           | -                 | 2 matchs          |

## Palmarès
PFC Litex Lovetch
- Vainqueur de la Coupe de Bulgarie en 2008 et 2009